# Kanpur
Pronunciação
Kanpur é uma cidade da Índia, no estado de Uttar Pradesh, nas margens do rio Ganges. Tem cerca de 2.9 milhões de habitantes.

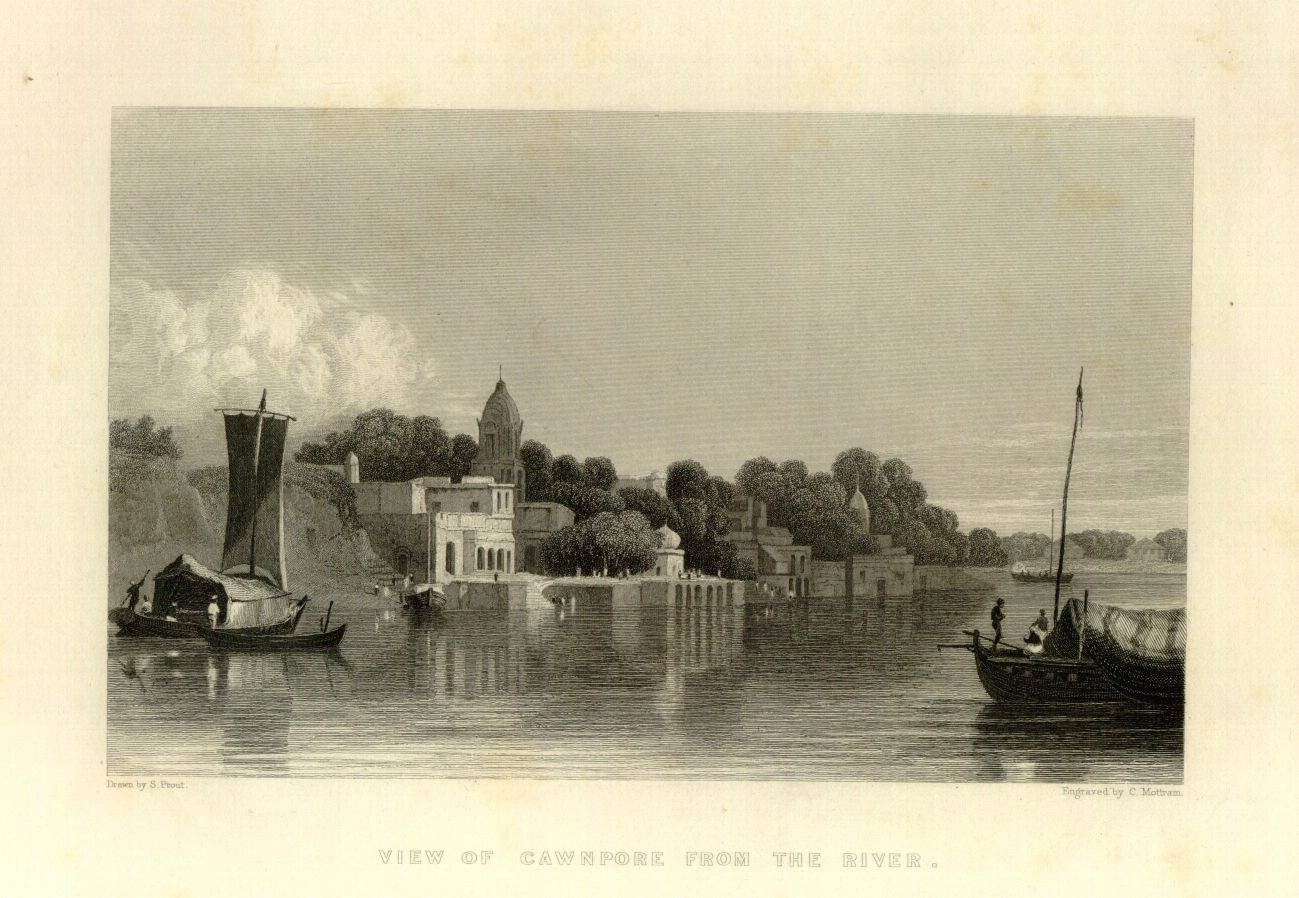
Representação de Kanpur a partir do rio Ganges